# Rue Michal
La rue Michal est une voie du 13e arrondissement de Paris située dans le quartier de la Maison-Blanche.

## Situation et accès
La rue Michal est desservie à proximité par les lignes 6 à la station Corvisart et 7 à la station Tolbiac.

## Origine du nom
Elle porte le nom de l'inspecteur général des Ponts et Chaussées, directeur du Service municipal des travaux publics de la Ville de Paris, Zoroastre Alexis Michal (1801-1875). 

## Historique
Ancienne voie de la commune de Gentilly dénommée « rue Neuve-Désirée », cette rue prend son nom actuel le 10 mai 1881.

## Bâtiments remarquables et lieux de mémoire
- La rue débouche à son extrémité est sur l'église Sainte-Anne-de-la-Butte-aux-Cailles et à son extrémité ouest sur l'École nationale supérieure des télécommunications (Télécom ParisTech).
- L'artiste Richard Texier y a établi son atelier en 1982.

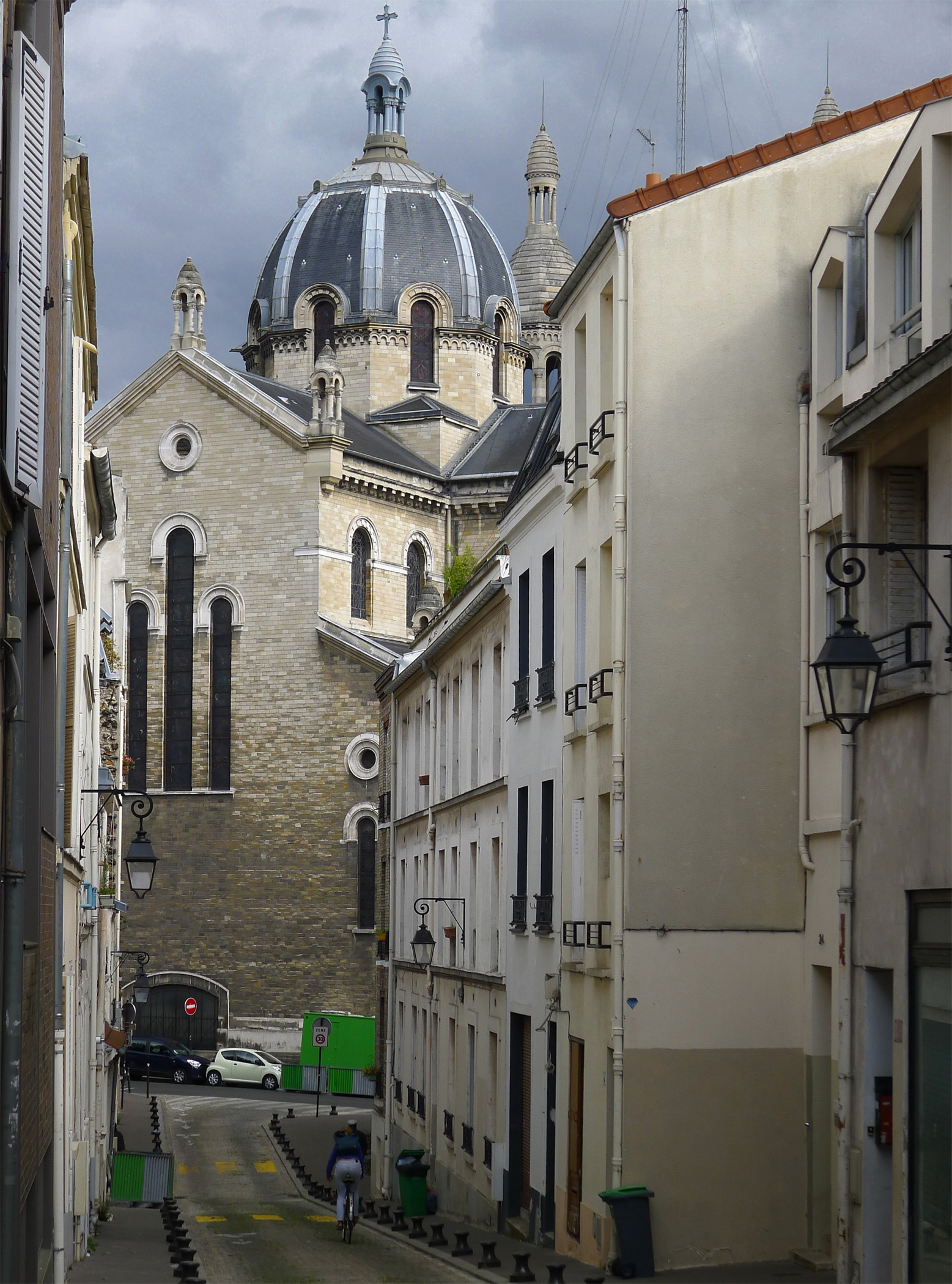
Vue en arrière-plan de l'église Sainte-Anne.